# Frank Perry
Frank Perry (New York, 21 agosto 1930 – New York, 29 agosto 1995) è stato un regista, produttore cinematografico e sceneggiatore statunitense.

## Biografia
Era lo zio materno della cantante Katy Perry. È stato sposato con Eleanor Perry.
Morì a New York il 29 agosto 1995 all'età di 65 anni a causa di un cancro alla prostata.

## Filmografia

### Regista
- David e Lisa (David and Lisa) (1962)
- Ladybug, Ladybug (Ladybug, Ladybug) (1963)
- Un uomo a nudo (The Swimmer) (1968)
- I brevi giorni selvaggi (Last Summer) (1969)
- Trilogy (1969)
- Diario di una casalinga inquieta (Diary of a Mad Housewife) (1970)
- Doc (1971)
- Scandalo al ranch (Rancho Deluxe) (1975)
- L'uomo sull'altalena (Man on a Swing) (1975)
- Il sordomuto (Dummy) (1979)
- Skag (1980)
- Mammina cara (Mommie Dearest) (1981)
- Monsignore (Monsignor) (1982)
- Posizioni compromettenti (Compromising Positions) (1985)
- Bentornato fantasma (Hello Again) (1987)